# باشرفها
باشرف‌ها فیلمی به کارگردانی و نویسندگی قدرت‌اله بزرگی محصول سال ۱۳۵۱ است.

## خلاصه داستان
پیمان (پیمان) و دوستش تقی (منصور سپهرنیا) در کافهٔ پدرش کاظم خان (آرمان) کار می‌کنند. پیمان به دختر جوانی به نام فریبا (فریبا خاتمی) علاقمند می‌شود که با مادرش (لرتا) زندگی می‌کند. پیمان با فریبا قرار ازدواج می‌گذارد و برای مطلع کردن مادرش به اصفهان می‌رود که پس از ترک پدرش در آنجا زندگی می‌کند. پیمان بر اثر سانحهٔ اتومبیل حافظهٔ خود را از دست می‌دهد و از فریبا دور می‌ماند. فریبا، که از پیمان باردار است، برای حفظ آبروی خود تن به ازدواج ظاهری با عرفان (جمشید مشایخی) می‌دهد که پیش از این او را دوست داشته و قصدش کمک به دختر است. فریبا فرزندش (پیمان گل دوست) را به دنیا می‌آورد و در خانهٔ عرفان او را بزرگ می‌کند، تا این که پیمان بر اثر حادثهٔ دیگری حافظهٔ خود را بازمی‌یابد و به جستجوی زن و فرزندش پژمان می‌پردازد. فریبا به تصور این که پیمان به قول و قرارش وفا نکرده او را طرد می‌کند؛ اما با مداخلهٔ عرفان از آنچه بر پیمان گذشته مطلع می‌شود. عرفان در روز تولد پژمان فریبا را طلاق می‌دهد تا در کنار شوهر و فرزندش زندگی جدیدی را آغاز کنند.

## بازیگران
- فریبا خاتمی
- جمشید مشایخی
- آراماییس وارطان یوسفیانس
- پیمان
- لرتا
- منصور سپهرنیا
- حسین ملکی
- خداداد حصیرچی
- سلیمه
- کامران باختر
- کریم نشاط
- حسین شهاب
- کبودبند
- حسن‌زاده
- نسرین
- عیوض زاده
- سیدهادی
- پیمان گل دوست
- پروین
- فرامرز سیاوشی